# Sersi
Sersi è un personaggio dei fumetti Marvel Comics, creato da Stan Lee e Robert Bernstein (testi) e Jack Kirby (disegni). Sersi è una componente degli Eterni. La sua prima apparizione avvenne in The Eternals #3 (settembre 1976) con il nome di "Sersy".
Nel corso della sua storia editoriale, ha anche fatto parte dei Vendicatori, ed è stata sentimentalmente legata a Dane Whitman, una delle incarnazioni del Cavaliere nero.

## Biografia del personaggio

### Attraverso i secoli
Sersi, come ogni Eterno, è stato creato dai Celestiali un milione di anni fa e da allora si è preso cura dell'umanità.
Durante il regno di Gilgamesh come re-campione di Uruk, Sersi tornò ad essere un bambino.
Si sa che incontrò l'eroe greco Ulisse durante il suo viaggio di ritorno a casa di 10 anni noto come Odissea. Trasformò i compagni di Ulisse in maiali per aver tentato di minacciarla, ma Ulisse resistette alla sua stregoneria con l'aiuto della dea Atena.  Circe si innamorò di Ulisse e trasformò di nuovo i maiali in uomini. Dopo essere rimasti sull'isola per un anno, partirono per continuare il loro viaggio. Più tardi, Circe incontrò Ulisse, figlio Telemaco, durante il suo viaggio e lo corteggiò. Lo considerava l'amore della sua vita.  Come Circe, anche lei imprigionò tutti i mali che sfuggivano al vaso di Pandora.
In seguito, trascorse un po' di tempo in Egitto.  Era a Roma durante il tentativo di Catilina di rovesciare Cicerone ed era lì anche durante l'incendio della città da parte di Nerone, essendo stata assistita da Makkari (con il quale aveva una relazione altalenante).  Incontrò Attila l'Unno e smascherò anche un imitatore di Merlino durante i giorni di re Artù Pendragon.  Combatté al fianco di Thor nell'assedio di Parigi dei Vichinghi e incontrò John Dee nel palazzo estivo di Elisabetta I.  Durante il XVIII secolo, fu vista in tutta Europa: conobbe il poeta inglese Thomas Chatterton, fu uno dei fondatori degli Illuminati in Baviera e fu in Francia durante la Rivoluzione francese.
In seguito Sersi si trasferì negli Stati Uniti d'America, stabilendosi nell'Upper West Side di Manhattan a New York City. Organizzava regolarmente feste con i ricchi e famosi della città. Warren Worthington Ero uno dei clienti abituali degli eventi insieme al resto della sua famiglia.

### Quarto ospite
In tempi moderni, viveva ancora a New York City quando la Quarta Schiera dei Celesti arrivò sulla Terra. Ikaris lasciò Margo Damian alle sue cure mentre lui andava a difendere la città dall'attacco dei Devianti. Quando fu catturato, Sersi allertò gli altri Eterni, ma fu catturata dalle forze di Kro. Fu rilasciata quando fu raggiunta una tregua e fece parte del gruppo che rivelò l'esistenza delle razze al professor Samuel Holden.

### Vendicatori
Sersi è stata associata ai Vendicatori grazie a una strana serie di coincidenze: Starfox ha portato Janet Van Dyne a credere che fosse stato invitato a una delle feste di Sersi. Quando arrivarono, furono sorpresi di vedere la loro vecchia compagna di squadra dei Vendicatori, She-Hulk, che aveva recentemente incontrato Sersi in una panetteria esotica. Dopo che Starfox ha confessato l'invito alla festa, She-Hulk ha finalmente presentato la coppia a Sersi e sono stati invitati a rimanere.  Più tardi, iniziò a flirtare con Capitan America (con suo grande imbarazzo) e lo aiutò con la sua magia.  Quando il suo compagno Eterno Gilgamesh fu ferito in battaglia e non poté più funzionare come Vendicatore attivo, Capitan America invitò Sersi a unirsi alla squadra al posto di Gilgamesh, cosa che Sersi accettò.
Il tempo di Sersi con i Vendicatori si è rivelato preoccupante. Durante il conflitto con i Fratelli, fu rapita dal loro capo, Thane Ector, ma condividevano l'interesse reciproco. Quando le origini celesti dei Fratelli e il ruolo del Collettore nella crisi furono rivelati, Sersi partecipò a una Uni-Mente con i Fratelli per sconfiggere il Collettore.  Tali specie incrociate erano proibite dalla sua specie, poiché erano viste come pericolose.
Indossando un costume rosso, divenne significativamente più aggressiva, persino omicida quando aveva a che fare con i nemici.  Ikaris e gli Eterni temevano che Sersi soffrisse di quello che il Mahd Wy'ry, un esaurimento mentale causato dalla lunga durata della vita degli Eterni, ma Sersi respinse le loro paure come arcaiche e si rifiutò di accompagnarli a casa. Inoltre, i Vendicatori non volevano che prendessero uno dei loro membri contro la sua volontà, soprattutto quando hanno appreso che se i sospetti degli Eterni fossero stati confermati, la procedura standard era quella di uccidere la persona colpita. Dopo molte discussioni, si decise di mettere Sersi in un legame d'anima di Gann Josin con il Cavaliere Nero. Sersi era innamorata del Cavaliere e si sperava che le sue onde di pensiero potessero fornire un'influenza calmante sulla sua mente turbata.
Dane Whitman era in realtà innamorato di Crystal, anche se provava dei sentimenti anche per Sersi. Inoltre, la mente di Sersi veniva deliberatamente antagonizzata a distanza da Proctor, una versione parallela di Dane le cui tendenze da stalker lo portarono a inseguire e distruggere quella di Sersi in tutto il multiverso, dopo essere stato rifiutato dalla sua stessa Sersi. Le manipolazioni di Proctor hanno quasi fatto impazzire Sersi mentre i suoi compagni di squadra si chiedevano se fosse davvero diventata instabile. Alla fine uccise Proctor con la sua stessa lama d'ebano. Temendo di perdere completamente la testa, scelse di esiliarsi, con Whitman che la accompagnava.
Finirono nell'Ultraverso, dove Sersi fu posseduta dalle Gemme dell'Infinito.
Sulla via del ritorno, finirono nelle Crociate, assistendo alla formazione dell'Esodo, un nemico che avevano incontrato per la prima volta quando i Vendicatori e gli X-Men unirono clandestinamente le forze per salvare Luna da Fabian Cortez.
Al ritorno al momento giusto, Whitman era turbato dall'apparente morte di Crystal e pensò che avevano bisogno di ripensare alla loro relazione.  Sersi tornò a vestirsi di verde e, oltre ad aiutare i Vendicatori in un'occasione, rimase in disparte per un po'.  Quando gli altri Eterni rimasti sentirono il bisogno di essere più coinvolti nel mondo degli umani, lei accettò, e si ritrassero come una squadra di supereroi di tutti i giorni, con Sersi che adottò il nome di Mesmer.

### La Saga del Celeste Sognante
Dopo la prima guerra civile sovrumana, Sersi, insieme a tutti gli Eterni, cambiò la sua vita e manomise i suoi ricordi, non avendo alcuna conoscenza dei poteri che possedeva né alcun ricordo delle sue attività passate sulla Terra, come il suo tempo come Vendicatrice.
Stava lottando per iniziare una carriera come organizzatrice di feste, ma ha avuto la sua prima grande opportunità quando è stata assunta da Druig, allora vice primo ministro di Vorozheika, per pubblicizzare la piccola ex repubblica sovietica organizzando una festa presso l'ambasciata di Vorozheikan.  Dopo che il gruppo fu attaccato dai terroristi e salvato da Tony Stark e Mark Curry, in realtà Makkari, Stark chiese a Sersi se avesse intenzione di registrarsi. Tuttavia, era confusa su ciò di cui stava parlando, e lo stesso Tony rimase in seguito sbalordito quando scoprì che non c'erano file basati su Sersi nel database dei Vendicatori.
Alla fine, gli altri Eterni scoprirono che Sprite era responsabile della riscrittura delle vite di tutti. Ikaris e gli altri cercarono di far ricordare a Sersi il suo passato, ma lei era troppo spaventata dai loro racconti e decise invece di provare a condurre una vita normale.
Mentre riscopre i suoi poteri, ha trasformato un mucchio di spazzatura in oro e ne ha usato un po' per comprare un loft per lei e continuare i suoi sogni di organizzare feste.  Tuttavia, quando riaccese la sua storia d'amore con Makkari e i due si trasferirono insieme, iniziò a essere coinvolta di nuovo negli affari degli Eterni, oltre a riprendere il pieno controllo dei suoi poteri.
Tuttavia, non tutto era perfetto, poiché le sessioni ricorrenti di Makkari con il Celestiale Sognante erano una preoccupazione costante per Sersi, che sentiva il suo amato svanire lentamente.  Dopo averne avuto abbastanza, decise finalmente di affrontare il Celestiale, determinata a trovare la ragione di questo legame mortale. E, nonostante sia stato quasi ucciso, il Celestiale ha rivelato che Makkari era stata scelta come suo collegamento con l'umanità prima dell'arrivo dell'Orda, e anche lei faceva parte del suo grande piano: era lei che doveva proteggere Makkari.
Sersi ha fallito nella sua missione e Makkari è stata uccisa, senza alcun modo di essere rianimata attraverso i metodi convenzionali, che hanno attivato un conto alla rovescia per l'annientamento globale. Senza altre alternative, Sersi spinse i suoi poteri al limite trasmutando il proprio corpo in una replica perfetta di Makkari e poi sostituendo la sua coscienza con la sua.
Grazie a Sersi, la connessione con il Celestiale è stata ripristinata, il che alla fine ha portato alla sconfitta dell'Orda per intervento del Fulcrum, un'entità cosmica superiore persino ai Celestiali stessi.

### Oscuri segreti
Dopo la rinascita di Sersi, riprese i suoi affari normali per un po', prima di tornare a Olimpia.
Quando gli innumerevoli corpi dei Celestiali piovevano sulla Terra per annunciare l'arrivo dei Celestiali Oscuri, gli Eterni appresero un'oscura verità che li fece impazzire: che il vero scopo della loro specie era quello di coltivare l'umanità, dal momento che la Prima Schiera dei Celestiali aveva permesso all'umanità di prosperare solo perché avevano visto nel loro corredo genetico il potenziale per agire come anticorpi contro l'Orda. Nella loro follia, gli Eterni si rivoltarono l'uno contro l'altro e si suicidarono. Sersi non fa eccezione.

### Ritorno
Dopo la rinascita degli Eterni, Sersi fu riportata in vita e guarita dalla sua follia. Tuttavia, anche il Titano Folle Thanos era stato segretamente resuscitato e aveva iniziato a uccidere gli Eterni e a sabotare le macchine della resurrezione.
Ora che indossa abiti viola, Sersi interruppe una lite tra Druig e Ikaris e portò via Ikaris per curare le ferite che aveva subito combattendo contro Thanos. Nel frattempo, Sprite, Phastos e Kingo Sunen scoprirono che il processo di resurrezione era stato truccato in modo che Thanos potesse essere riportato indietro. Inoltre, le macchine della resurrezione erano collegate alla biosfera terrestre; se non fossero stati riparati entro una settimana, la Terra sarebbe stata resa inabitabile per gli esseri umani.
Sersi interrogò Thena come possibile traditrice, ma non riuscì a determinare se fosse davvero colpevole, quindi fu deciso che l'avrebbero tenuta d'occhio mentre aiutava con le indagini.  Sersi e i suoi compagni Eterni in seguito affrontarono Gilgamesh, sospettando che fosse un traditore, ma anche lui non sembrava essere l'unico responsabile e offrì il suo aiuto. Con il suo aiuto, scoprirono finalmente che Phastos era il vero traditore. Tuttavia, mentre andavano ad affrontarlo, Thanos stava aspettando di tendere loro un'imboscata.  Gli Eterni sono stati in grado di sopraffare Thanos, ma poi Phastos li ha accidentalmente teletrasportati su tutta la Terra mentre cercava di portarli all'Esclusione per aiutarlo a riparare la macchina di resurrezione che aveva rotto. Dopo che Ikaris diede la sua vita per riparare la macchina, Sersi cercò di far escludere Phastos e di cancellare la mente il prima possibile, ma gli altri Eterni erano interessati alle sue motivazioni, e Phastos disse loro che ogni volta che un Eterno veniva resuscitato, veniva tolta una vita umana, che era ciò che stava cercando di fermare. Sersi in realtà lo sapeva già, dato che avevano già fatto questa scoperta, ma finiva sempre con loro che venivano cancellati dalla mente e se ne dimenticavano di nuovo. Per evitare che ciò accadesse ancora una volta, Sersi e un piccolo gruppo di Eterni si recarono a Lemuria e chiesero l'aiuto dei Devianti per diventare più simili a loro.

### Hellfire Gala
Sersi era presente al primo Gala dell'Inferno di Krakoa ed era presente durante l'annuncio del nuovo roster degli X-Men. Ogni mutante del pianeta ha votato un membro attraverso un collegamento telepatico stabilito tra le loro menti da Jean Grey. Sersi e Stephen Strange spiegarono il processo alla Torcia Umana e a Thor Odinson, mettendoli a proprio agio e proclamandolo come un semplice atto di reciproco ed etico orgoglio mutante, mentre Jean Grey annunciava i risultati.

### Il Giorno del Giudizio
Alla fine della strada e della fine del mondo da parte del Progenitore, Sersi rivelò al mondo il segreto dell'Eterno sulla resurrezione. Questo a sua volta provocò la sua morte per mano del Progenitore e nessuna possibilità che tornasse.

## Altri media

### Cinema

#### Marvel Cinematic Universe
Sersi appare come protagonista nel film del Marvel Cinematic Universe Eternals (2021), interpretata da Gemma Chan (l'attrice che ha già interpretata il ruolo della Kree Minn-Erva nel film Captain Marvel del 2019). È un'Eterna con una certa affinità con la razza umana, molto empatica e dotata dell'abilità di manipolare la materia. È stata innamorata per secoli di Ikaris, con cui si è anche sposata, ma dopo essere stata da lui abbandonata si rifà una vita nel presente a Londra con Sprite, lavorando come curatrice del British Museum e fidanzandosi con il professore inglese Dane Whitman (Cavaliere Nero). Dopo la morte di Ajak viene scelta successivamente come nuova leader degli Eterni, riuscendo a guidarli per fermare l'Emersione e a salvare la Terra. Al termine dell'impresa viene prelevata dall'entità Arishem il giudice, che decide di valutare lei e i suoi compagni per decidere se meritano di vivere dopo quello che hanno fatto.

### Videogiochi
Sersi compare in:
- Marvel Heroes
- Marvel Puzzle Quest
- Marvel: Sfida dei Campioni
- Marvel Future Fight
- Marvel Strike Force
- Marvel Super War
- Marvel Duel
- Marvel Future Revolution